# (161207) Lidz
(161207) Lidz est un astéroïde de la ceinture principale.

## Description
(161207) Lidz est un astéroïde de la ceinture principale. Il fut découvert le 4 octobre 2002 à l'observatoire d'Apache Point par le programme Sloan Digital Sky Survey. Il présente une orbite caractérisée par un demi-grand axe de 3,17 UA, une excentricité de 0,16 et une inclinaison de 6,7° par rapport à l'écliptique.

## Compléments